# أردوري
اردورا هي بلدة تقع في مقاطعة ريدجو كالابريا في إيطاليا.وتبعد 90 كيلومتر جنوب غرب كاتانزارو و45 كيلومتر عن ريدجو كالابريا. وبلغ عدد سكانها 4822 نسمة حسب إحصائيات 2004م وتبلغ مساحة بلدة اردورا.
البلدات المجاورة لها:بينيستاري, بوفالينو, تشمينا, بلاتي, سانت يلوريو ديلو يونيو.

## وصلات خارجية
Ardore Extractions-Hosts images of actual Vital Records of the residents of Ardore